# 桂昌寺 (安中市)
桂昌寺（けいしょうじ）は、群馬県安中市下秋間にある曹洞宗の寺院。本尊は釈迦如来。熊峯山（ゆうほうざん）（秋間山清光院（あきまやませいこういん））桂昌寺。安中城の艮に位置し、鬼門封じの寺院として領主との関わりが深かった。

## 概要
開山は天隠玄鎖（宍穏玄鎖 / 大穏玄鍈）、開基は松井田小屋城主・安中出羽守忠親。開創は不明だが、開基薨去の永正3年（1506年）を開創年とする。
一説に、新田氏によって創立されたとも伝える。
元は桂昌院と称したが、元禄年間（1688年 - 1704年）に将軍・綱吉の生母が桂昌院を名乗ったため江戸幕府から「清光禅院」を称するよう命じられたが、時の住職は桂昌寺を称したという。
本堂は享和3年（1803年）の建築、山門（楼門）も同じく享和3年（1803年）の上棟。
境内には開基・安中忠親や、安中藩2代目藩主井伊直好夫人の墓がある。

## 指定文化財
桂昌寺の鐘 - 安中市指定重要文化財。1973年12月25日指定。安中藩2代目藩主である井伊直好の妻である長生院（ちょうせいいん）の菩提を弔うために、寛文3年（1663年）に鋳造。嘉永3年（1850年）に鋳直す。

## 周辺
- 安中市立第一中学校
- 熊野神社